# Asdal Hovedgård
Asdal er en tidligere hovedgård beliggende ca. 6 km sydøst for Hirtshals i Asdal Sogn, Vennebjerg Herred, Hjørring Amt. 
Gårdens historie begynder i 14. århundrede, da ridderen Niels Ovesen og hustru Johanne Andersdatter ejede den; herefter gik i arv til deres søn væbneren Anders Nielsen (- senest 1406), som 1393 skrev sig af gården og som var gift 2. gang med fru Ide Lydersdatter (Holck). Sidstnævnte skriver sig 1406 til Asdal og da hun siden ægtede ridderen Lyder Kabel (-tidligst 1440) til Fuglsang skrev også denne sig 1415 til den. 
Asdal Gods er på 526 hektar med Gammeljord og Saxtrupgård.

## Asdal Voldsted
Asdals Borgplads, som ligger halvanden mil nord for Hjørring, er et af Danmarks mest imponerende voldsteder. Den nærmeste omegn er en højslette som gennemskæres af en snæver dal, hvori Kjul Å har sit løb. Borgen er anlagt ved bredden af åen på et lille næs. Borgpladsen er helt omgivet af brede og dybe grave. Særlig har den østlige, der afskærer næsset fra den øvrige højslette meget betydelige tværmål: den er 30 fod dyb og fra 120 til 180 fod bred. De øvrige er mindre, med dog anselige, eftersom de er fra 80 til 100 ford brede. Bunden af disse grave ligger højt over Kjulåens nuværende vandspejl og er følgelig tør, men i Middelalderen var forholdet et andet thi dengang var der dæmninger tværs over dalen som fik åen til at stige så betydelig, at den flød ind i gravene. Vandet gik da også op i tværdalene syd for dæmningerne og dannede et net af søer og sumpe, der forhindrede fjender i at trænge frem fra syd og vest. Søerne skal have dækket flere tusinde tønder land. Som vidnesbyrd om den udstrækning anføres, at en eng på 100 tønder land, der ligger inde i nabosognet, hører til Asdal, fordi dæmningerne i sin tid har sat den under vand. Størst var den vestlige dæmning, der var 80 fod bred og 25 høj. Den tvang åen til at løbe hen imod den sydlige del af voldstedet. Her blev vandet standset af en dæmning og stemmet op så det kunne løbe ind i gravene. Fra disse flød det ud i en lille sø vest for Borgen. Over en tredje, som lå et stykke mod nord, løb åen ud i sit naturlige leje. Asdals borgplads hæver sig 36 fod over bunden af gravene. Den er firkantet ligesom Halds, Hjelms, Brattingsborgs og mangfoldige andre danske borges. Firkantformen som ofte træffes i ældre grundplaner, er efter al sandsynlighed gammel i Norden. 

## Ejere af Asdal
- (1387) Niels Ovesen Panter(o.1330 Asdal-før1419) gift o.1359 med Johanne Andersdatter Eberstein
- (1387-1393) Johanne Andersdatter Stenbrikke gift Panter
- (1393-1405) Anders Nielsen Panter
- (1405-1415) Ida Lydersdatter Holck
- (1415) Lyder Kabel
- (1415-1422) Johanne Andersdatter Panter
- (1422-1450) Niels Eriksen Banner
- (1450-1479) Johanne Andersdatter Panter
- (1479-1486) Anders Nielsen Banner
- (1486-1554) Erik Eriksen Banner
- (1554-1585) Otto Eriksen Banner
- (1585-1604) Ingeborg Skeel
- (1604-1611) Karen Eriksdatter Banner
- (1611-1613) Karen Eriksdatter Banners dødsbo
- (1613-1622) Gert Bryske
- (1622) Sofie Ulfstand
- (1622-1630) Frederik Rantzau / Otto Christensen Skeel
- (1630-1645) Frederik Rantzau
- (1645-1685) Ida Ottosdatter Skeel
- (1685-1719) Otto Frederiksen Rantzau
- (1719-1726) Frederik Ottosen Rantzau
- (1726-1771) Christian Ottosen Rantzau
- (1771-1793) Carl Adolph Christiansen Rantzau
- (1793-1801) Søren Hillerup
- (1801-1803) Arent Hassel Rasmussen og Peder Baltzersen
- (1803-1804) Morten Madsen
- (1804-1806) Christen Jensen
- (1806-1849) Thomas Jensen
- (1849-1868) Peder Jensen
- (1868-1914) Ole Christen Olesen
- (1914-1915) Niels Olesen
- (1915-1916) Eva Marie Lawaetz
- (1916) Jesper Jørgen Jespersen / Th.Jørgensen
- (1916-1917) Peder Simonsen
- (1917-1918) Hansen / Sørensen / Johansen
- (1918-1925) Anders Meland / Eyvind Viker / August Hansen / Andreas Meland
- (1925-1934) Anders Meland
- (1934-1977) Jens Andreasen og Anton Jørgensen
- (1977-1989) Knud Andreasen
- (1989-) Jens Peter Lemmergård Lunden [2]